# Чебренски манастир
Чебренският манастир „Свети Димитър“ е православен манастир край село Зовик, Северна Македония. Днес е част от Преспанско-Пелагонийската епархия.

## География
Манастирът се намира на край село Зовик, на десния бряг на река Черна. В миналото манастирът е бил в землището на историческото село Чебрен.

## История и архитектура
По време на Османската империя Чебренският манастир е сред най-богатите в Македония. Същото заключение може да се направи и заради основите на старата църква „Свети Димитър“, по които може да се предполага за размера на храма. В своя собственост манастирът има по това време мелници с 12 воденични камъка, много стоки, като овце, кози, едър добитък и други. Също така притежава парцели, ливади, големи площи с гори и пасища. От писмени документи се разбира, че манастирът в XIX век има и свое килийно славянско училище. В това училище се подготвят свещеници и учители за други Мариовско села. Манастирът е доста известен със своето училище и богата библиотека. Тази слава на манастира е изцяло заличена по време на Първата световна война, когато целият манастирски комплекс е разрушен.

## „Свети Димитър“
Главната манастирска църква е посветена на Свети Димитър Солунски. В миналото тя е доста богата и грандиозна църква в комплекса. Днес тя е възстановена, но в по-малки размери, а нейният иконостас датира от XV век и е обновен в XIX век.

## „Свето Възнесение Господне“
Църквата „Възнесение Христово“, известна и като „Свети Спас“, се намира в близост до комплекса и е с по-малки размери. Тя е малка еднокорабна църква (6,30 х 4,30 метра) с полукръгла апсида на изток и вход към наоса на запад. Изградена е от обикновен речен камък. Интериорът е разделен с дървена олтарна преграда на две части. Според досегашните данни фреските са датирани от XVI век. Тяхната запазена площ е около 60m2.

## Галерия
- Фреска от църквата „Свети Димитър“.
- Фреска от църквата „Свети Спас“.
- Фреска на Свети Димитър Солунски.